# Pustelnia błogosławionej Salomei

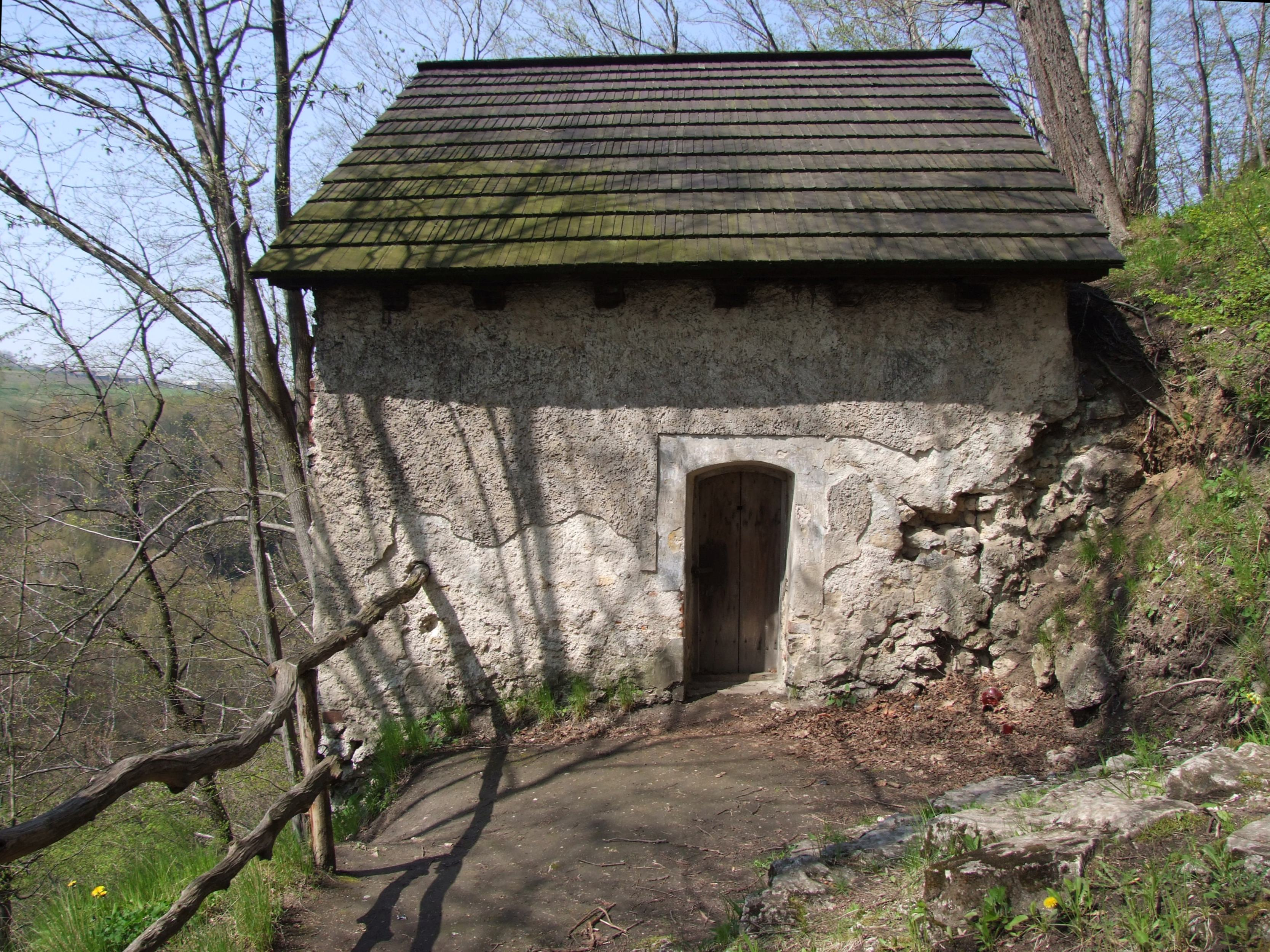
Pustelnia błogosławionej Salomei

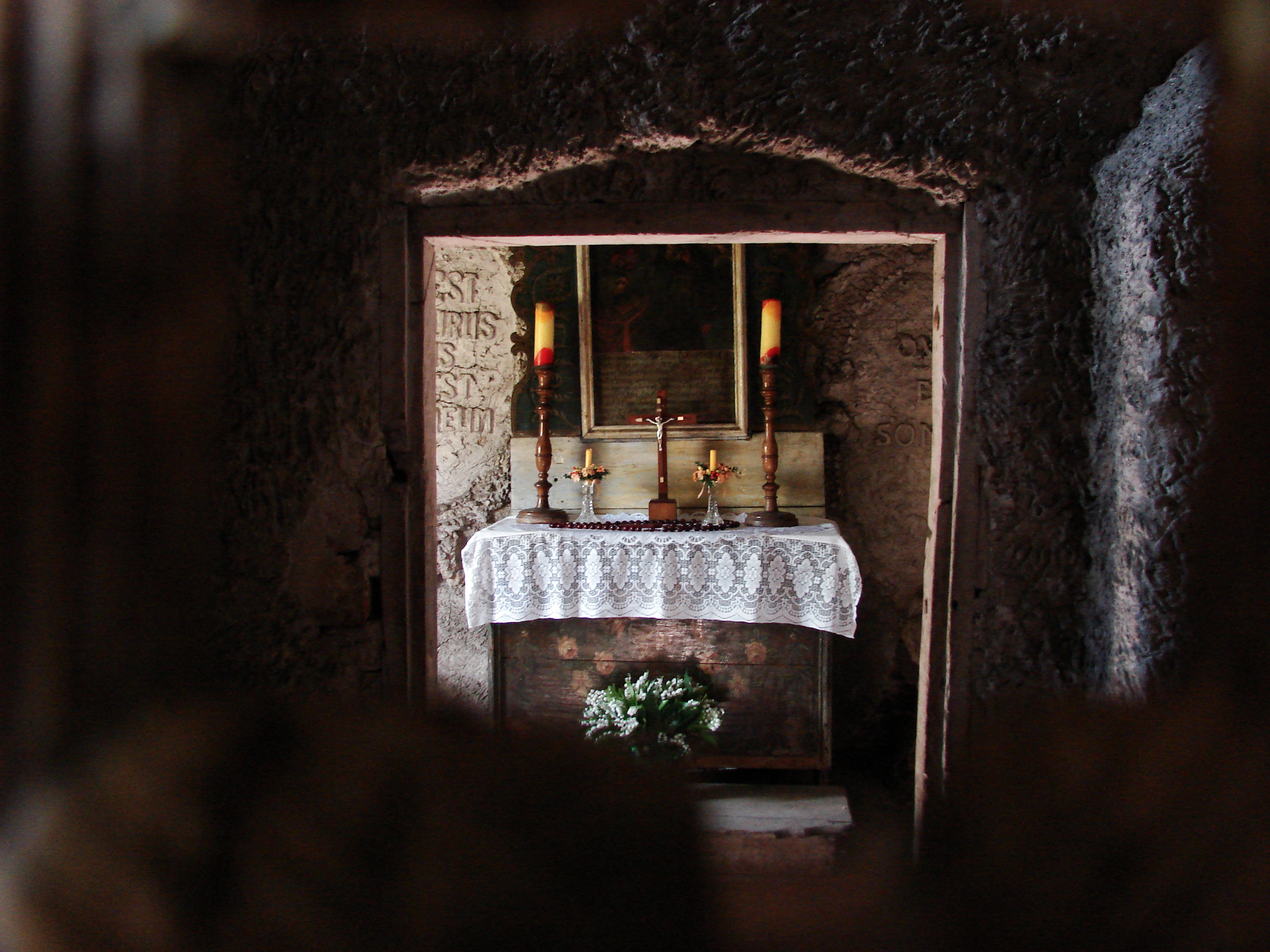
Wnętrze pustelni

Pustelnia błogosławionej Salomei – pustelnia w przysiółku Grodzisko w województwie małopolskim, w powiecie krakowskim, w gminie Skała. Znajduje się na szczycie skały Długa. Na wierzchowinie jest tutaj kompleks religijny w skład którego wchodzą: Kościół Najświętszej Marii Panny w Grodzisku, Groty modlitewne i Pustelnia błogosławionej Salomei.
Książę Bolesław Wstydliwy w 1243 roku nadał miejscowość Grodzisko i okoliczne tereny swojej siostrze Salomei z poleceniem aby na tym miejscu zamek potężny i obronny zmurowała, a przy nim klasztor. Ta po śmierci swojego męża w 1262 r. wstąpiła do klasztoru klarysek. Na wzgórzu nad skałą Bystrą wybudowano klasztor klarysek w stylu romańskim. Nie przetrwał do dzisiejszych czasów, ale archeolodzy odnaleźli jego pozostałości. Obok klasztoru istniała pustelnia nazywana pustelnią błogosławionej Salomei. Znajdują się w niej: ołtarzyk błogosławionej Salomei, resztki stiukowej dekoracji, znacznie uszkodzone grób Chrystusa i Góra Kalwaria oraz kamienne łóżko błogosławionej Salomei. Nad łóżkiem tym można jeszcze odczytać łaciński napis: Ubi est thesaurus meus ibi et cor meum (Gdzie jest skarb mój, tam i serce moje). Po lewej stronie ołtarza jest drugi napis: Quid est sommus – Gelidae mortis imago (Czym jest sen? – obrazem chłodnej śmierci).
Pustelnia jest murowana z kamienia, niewielka i bardzo prosta w formie. Według legendy błogosławiona Salomea żyła w niej przez 8 lat. Zmarła 17 listopada 1268 r. w opinii świętości. W 1320 r. klaryski przeniosły się do Krakowa, a opuszczony klasztor z czasem uległ ruinie.
Obok pustelni błogosławionej Salomei w 1674 roku pochowano Aleksandra Soboniewskiego, oboźnego hetmana koronnego. Był to jeden z kilku pustelników, którzy na przestrzeni wieków mieszkali w pustelniach w Grodzisku.
Obok pustelni biegną dwa główne szlaki Ojcowskiego Parku Narodowego:
 czerwony Szlak Orlich Gniazd, odcinek z Pieskowej Skały Doliną Prądnika do Ojcowa.
 niebieski Szlak Warowni Jurajskich, odcinek od Ojcowa Doliną Prądnika do Grodziska